# ماشین

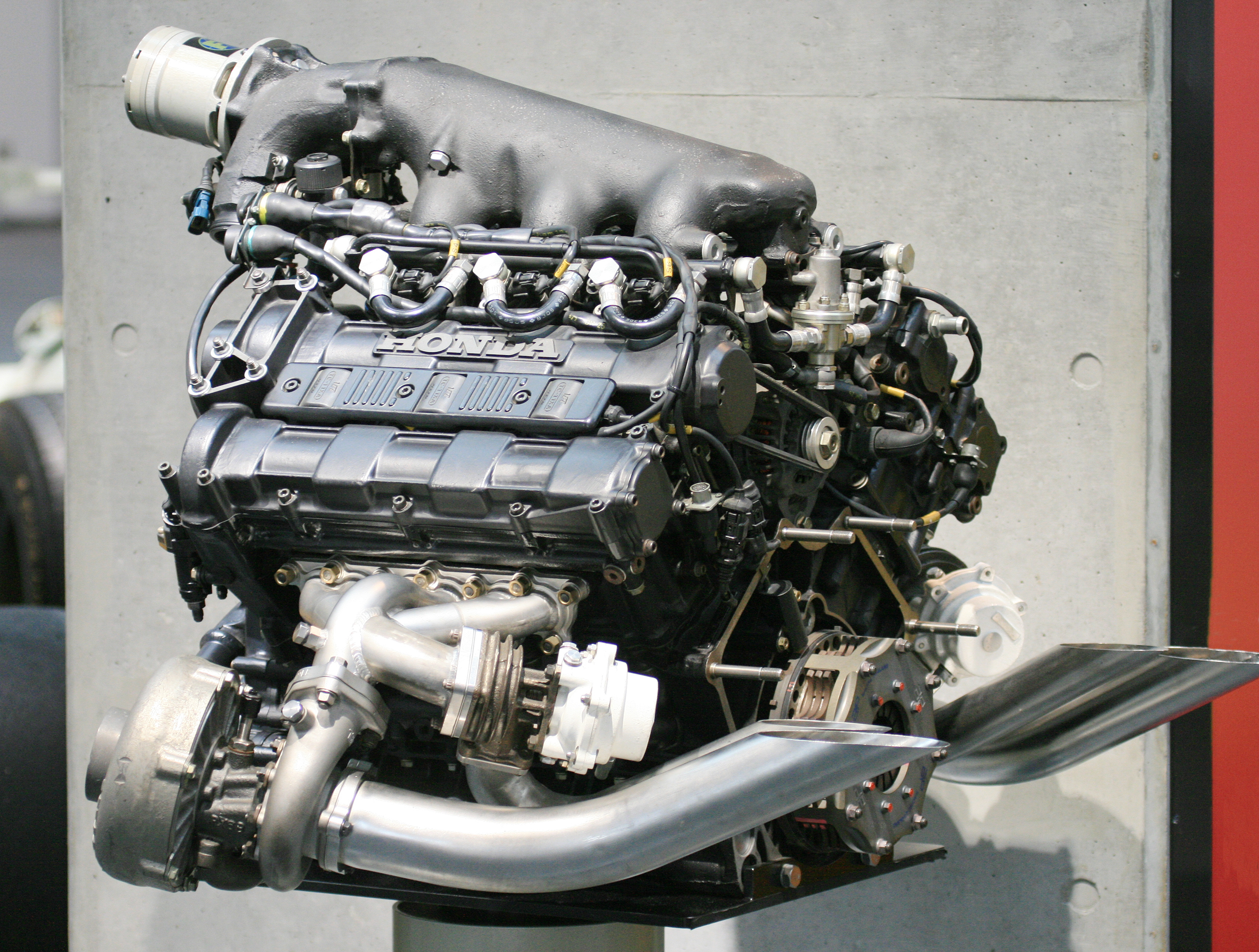
یک پیشرانه خودروی مسابقه‌ای فرمول یک هوندا

ماشین یا دستگاه (به فرانسوی: Machine) ابزاری در بردارنده یک یا چند جز است که انرژی را برای انجام کار مطلوب به کار می‌گیرد. به عبارتی، هر سامانهٔ فیزیکی با ساختار سامان مند و ویژگی‌های عملیاتی را ماشین گویند. ماشین‌ها از سرچشمه‌های انرژی حرکتی و شیمیایی، مکانیکی، هسته‌ای، گرمایی و الکتریکی تغذیه می‌کنند و انرژی دریافتی را صرف انجام فرایند از پیش تعیین‌شده برای دستیابی به هدف معین مشخص می‌کنند. گستره ماشین‌ها بسیار گسترده است و از یک پیچ تا یک هواپیما را دربرمی‌گیرد. ماشین مجموعه‌ای از اجزاء و سازوکارها است که انرژی را منتقل می‌کنند. ماشین (یا دستگاه مکانیکی) یک سازه مکانیکی است که از قدرت برای اعمال نیروها و کنترل حرکت برای انجام یک عمل در نظر گرفته شده استفاده می‌کند. ماشین آلات را می‌توان توسط حیوانات و مردم، توسط نیروهای طبیعی مانند باد و آب و انرژی شیمیایی، حرارتی یا الکتریکی هدایت کرد و دربرگیرندهٔ سامانه مکانیسم‌هایی است که ورودی محرک را برای دستیابی به کاربرد خاص نیروهای خروجی و حرکت شکل می‌دهد. آنها همچنین می‌توانند شامل: رایانه‌ها و حسگرهایی باشند که عملکرد را کنترل می‌کنند و حرکت را برنامه‌ریزی می‌کنند، که اغلب سامانه‌های مکانیکی نامیده می‌شوند .

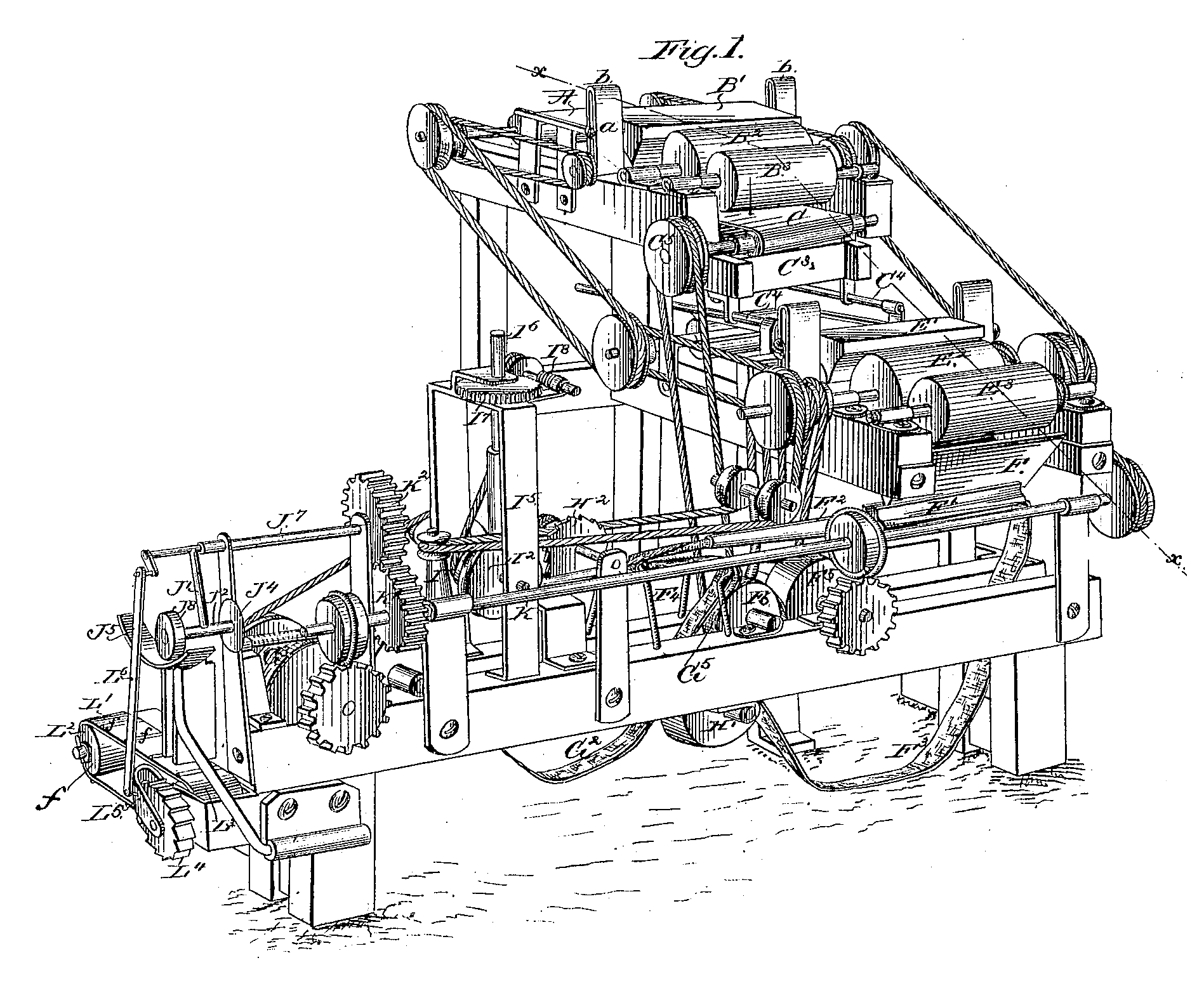
ماشین سیگارپیچی بونساک، اختراع‌شده توسط جیمز بونساک در سال ۱۸۸۰

فیلسوفان طبیعی رنسانس شش دستگاه ساده را که دستگاه‌های ابتدایی بودند که بار را به حرکت درمی‌آورند، شناسایی کردند و نسبت نیروی خروجی به نیروی ورودی را محاسبه کردند، که امروزه به عنوان مزیت مکانیکی شناخته می‌شود.
ماشین‌های نوین سیستم‌های پیچیده‌ای هستند که از عناصر ساختاری، مکانیسم‌ها و اجزای کنترلی تشکیل شده‌اند و واسطه‌هایی برای استفاده راحت دارند. نمونه‌ها دربردارنده دامنه گسترده‌ای از وسایل ترابری مانند اتومبیل، قایق و هواپیما، لوازم خانگی و محل کار، از جمله رایانه‌ها، سامانه‌های انتقال هوا و دست زدن به آب و همچنین ماشین آلات مزرعه، ابزار و بود.

## ماشین ساده و ماشین پیچیده

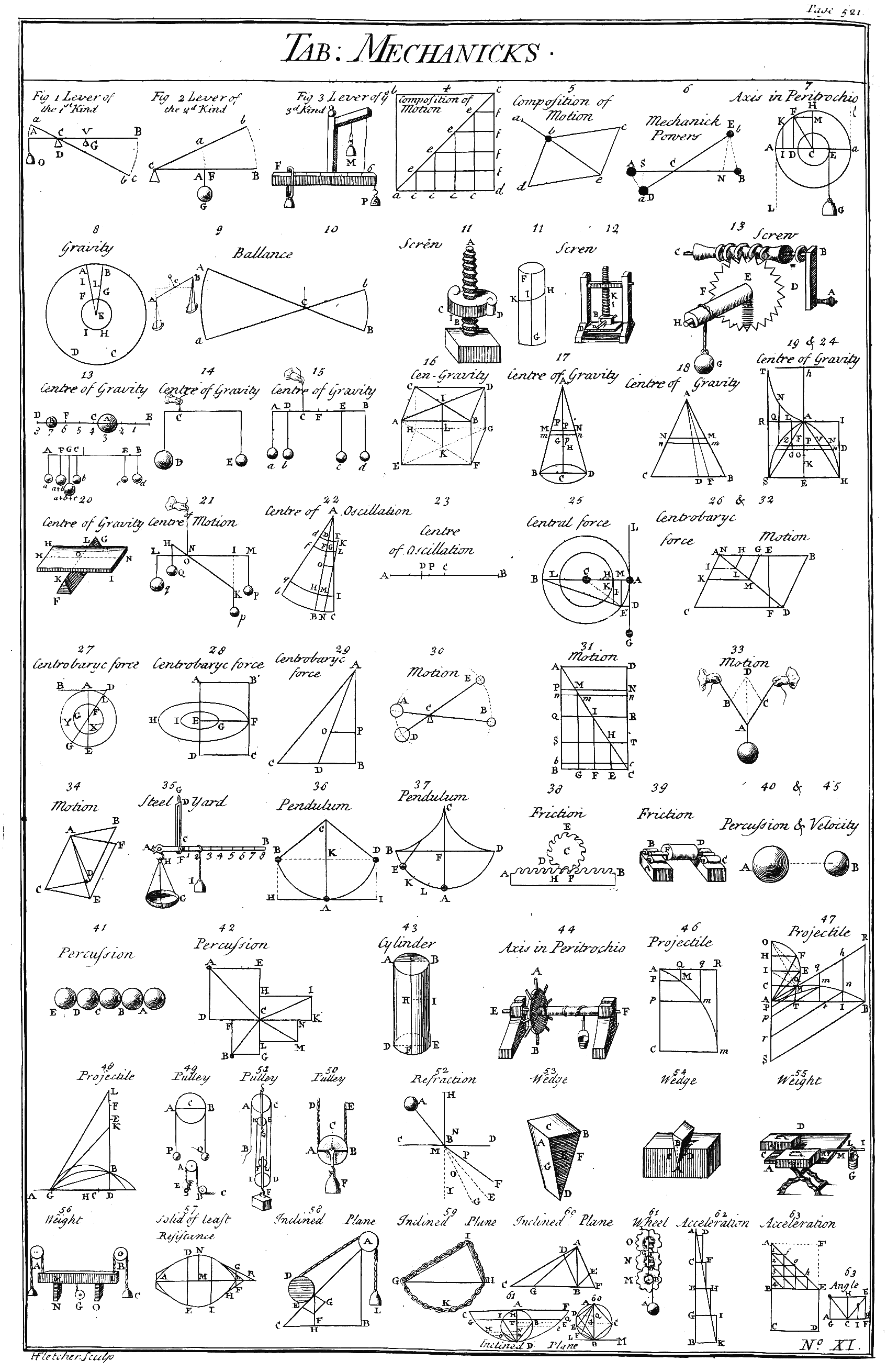
جدولی از ماشین ها

ماشین‌ها به دو گروه اصلی ماشین‌های ساده و ماشین‌های پیچیده تقسیم می‌شوند. سطح شیب‌دار، چرخ و محور، اهرم، قرقره، گوه و پیچ ددولر دستهٔ ماشین‌های ساده قرار می‌گیرند. سایر ماشین‌ها، همگی پیچیده‌اند. ماشین‌های پیچیده از کنار هم قرار گرفتن مجموعه‌ای از ماشین‌های ساده به وجود می‌آیند.

## تاریخچه

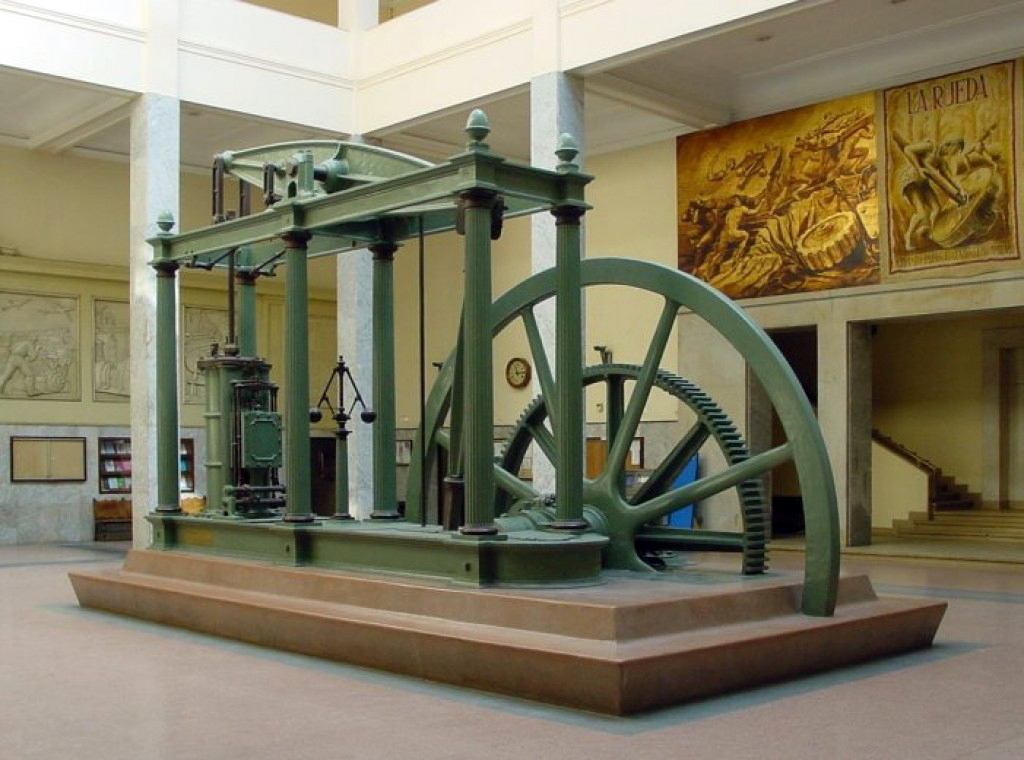
از اختراع ماشین بخار به عنوان نقطهٔ عطف انقلاب صنعتی یاد می‌شود.

### ماشین‌های ساده
ارشمیدس در حدود قرن سوم پیش از میلاد، برای نخستین بار ایدهٔ ماشین ساده را مطرح نمود. او در کتاب خود سه ماشین سادهٔ اهرم، قرقره و پیچ را معرفی کرده است. ارشمیدس با بررسی اهرم، اصل مزیت مکانیکی را کشف کرد.

### انقلاب صنعتی
با شکوفایی ماشین‌های نوین و پیشرفته در قرن هجدهم زندگی انسان‌ها دگرگون شد. با اختراع ماشین‌های جدید در این دوران ظرفیت تولید کارخانه‌ها و همچنین ترابری افزایش چشم‌گیری داشت. از اختراع ماشین ریسندگی و ماشین نساجی به عنوان نقطهٔ آغاز انقلاب صنعتی و از اختراع ماشین بخار با عنوان نقطهٔ عطف انقلاب صنعتی یاد می‌شود.

## انواع اصلی ماشین‌ها
| طبقه‌بندی               | طبقه‌بندی               | ماشین‌ها |
| ---------------------- | ---------------------- | --- |
| ماشین‌های ساده          | ماشین‌های ساده          | سطح شیب‌دار، چرخ و محور، اهرم، قرقره، چرخ دنده موتوری                                                                   |
| انتقال‌دهنده‌های مکانیکی | انتقال‌دهنده‌های مکانیکی | محور، یاتاقان، تسمه، باکت، بست، چرخ‌دنده، کلید، زنجیر، چرخ‌دندهٔ شانه‌ای، زنجیرهای غلتان، طناب، جز آب‌بند مکانیکی، فنر، چرخ |
| ساعت                   | ساعت                   | ساعت اتمی، ساعت مچی، ساعت پاندول‌دار، ساعت کوارتز                                                                       |
| کمپرسورها و پمپ‌ها      | کمپرسورها و پمپ‌ها      | پیچ ارشمیدس، انژکتور، رم هیدرولیکی، پمپ، ترومپ، پمپ خلأ                                                                |
| ماشین‌های گرمایی        | موتورهای برون‌سوز       | موتور بخار، موتور استرلینگ                                                                                             |
| ماشین‌های گرمایی        | موتورهای درون‌سوز       | موتور رفت و برگشتی، توربین گازی                                                                                        |
| پمپ‌های حرارتی          | پمپ‌های حرارتی          | یخچال جذبی، یخچال ترمودینامیکی، سرمایش بازیابی                                                                         |
| اتصال‌ها                | اتصال‌ها                | پانتوگراف، بادامک، پیچلیر-لیپکین                                                                                       |
| توربین                 | توربین                 | توربین گازی، موتور جت، توربین بخار، توربین آبی، توربین بادی، آسیاب بادی                                                |
| ماهی‌واره               | ماهی‌واره               | بادبان، بال، سکان، برآافزا، پروانه                                                                                     |
| الکترونیک              | الکترونیک              | لامپ خلأ، ترانزیستور، دیود، مقاومت، خازن، القاگر، ممریستور، نیم‌رسانا، رایانه                                           |
| ربات‌ها                 | ربات‌ها                 | اکچویتور، سروموتور، سرومکانیسم، موتور استپر، رایانه                                                                    |
| متفرقه                 | متفرقه                 | دستگاه فروش خودکار، تونل باد                                                                                           |

## نوشتارهای مرتبط
- عصر ماشین